# Jezioro Manyara
Jezioro Manyara (ang. Lake Manyara) – płytkie, słodkowodne jezioro w północnej Tanzanii o średniej powierzchni ok. 230 km² (powierzchnia i poziom wód jeziora są zmienne). Północna część obszaru jeziora oraz tereny przyległe od 1960 roku objęte są ochroną w ramach Parku Narodowego Jeziora Manyara (Lake Manyara National Park) o powierzchni 329 km².

## Park narodowy
Teren parku przecinają liczne strumienie. Typową roślinnością są tu sawanny, rośnie tu także wiele gatunków palm. Spotyka się tu też wiele chronionych gatunków zwierząt, m.in. żyrafy, guźce, pawiany, słonie, antylopy, bawoły, lwy i hipopotamy. Żyje tu także wiele różnorodnych gatunków ptaków. Najlepsze miejsce do obserwacji dużych zwierząt (słoni, lwów) w okolicach ujścia rzeki Ndala. Znajdują się tam również dwa gorące źródła - Maji Moto Ndogo i Maji Moto przy których chętnie żerują flamingi.
W 1981 roku park został uznany przez organizację UNESCO za rezerwat biosfery.